# دیوارهای شهر که‌سونگ
شهر محصور که‌سونگ، قلعه سلطنتی مان‌ولدائه را احاطه کرده است. طول کل دیوارها ۲۳ است.  کیلومتر و تا حدی حفظ شده‌اند.
این دیوارها با استفاده از چشم‌انداز اطراف به عنوان یک سازه دفاعی ساخته شدند (دیوارهای شهر کره‌ای عموماً بر روی قله تپه‌ها ساخته می‌شدند) و از اصول ژئومنسی پیروی می‌کردند. دیوارهای داخلی برای اولین بار در سال ۹۱۹ ساخته شدند در حالی که دیوارهای خارجی بین سال‌های ۱۰۰۹ تا ۱۰۲۹ ساخته شدند. دیوارهای کوچک احتمالاً از دوره سیلا در این مکان وجود داشته‌اند؛ این دیوارها در طول سلسله گوریو از خاک کوبیده ساخته شده‌اند. بسیاری از قسمت‌ها در قرن چهاردهم با سنگ بازسازی شدند. بخش بزرگی از دیوارهای سنگی هنوز تا دوران مدرن وجود دارند و بخش‌هایی از دیوارهای گلی هنوز قابل مشاهده هستند. دیوار بیرونی مربوط به قرن یازدهم و دیوار داخلی مربوط به قرن چهاردهم است.
این دیوارها حدود بیست دروازه داشتند که بسیاری از آنها امروزه باقی مانده‌اند.